# Drago Vizjak
Drago Vizjak, slovenski filantrop, * ?.
Od julija 1991 je v Slovenijo dostavljal humanitarno pomoč.

## Odlikovanja in nagrade
Leta 1992 je prejel častni znak svobode Republike Slovenije z naslednjo utemeljitvijo: »za zasluge pri organiziranju in izvajanju humanitarne pomoči«.